# Єльонек (Ліпський повіт)
Єльонек (пол. Jelonek) — село в Польщі, у гміні Ліпсько Ліпського повіту Мазовецького воєводства.
Населення — 166 осіб (2011).
У 1975-1998 роках село належало до Радомського воєводства.

## Демографія
Демографічна структура станом на 31 березня 2011 року:
|          | Загалом | Допрацездатний вік | Працездатний вік | Постпрацездатний вік |
| -------- | ------- | ------------------ | ---------------- | -------------------- |
| Чоловіки | 88      | 20                 | 62               | 6                    |
| Жінки    | 78      | 13                 | 55               | 10                   |
| Разом    | 166     | 33                 | 117              | 16                   |